# LaGrange (Indiana)
LaGrange es un pueblo situado en el condado homónimo, en Indiana, Estados Unidos. Tiene una población estimada, a mediados de 2023, de 2735 habitantes.
Es la sede del condado.

## Geografía
La localidad está ubicada en las coordenadas 41°38′53″N 85°25′05″O / 41.64806, -85.41806 (41.648151, -85.418071). Según la Oficina del Censo, tiene una superficie de 4.62 km², correspondientes en su totalidad a tierra firme.

## Demografía
Según el censo de 2020, en ese momento había 2715 personas residiendo en la localidad. La densidad de población era de 587.66 hab./km². El 82.6% de los habitantes eran blancos, el 0.4% eran afroamericanos, el 0.3% eran amerindios, el 0.3% eran asiáticos, el 7.0% eran de otras razas y el 9.4% eran de una mezcla de razas. Del total de la población, el 15.5% eran hispanos o latinos de cualquier raza.